# Eugen Ankelen

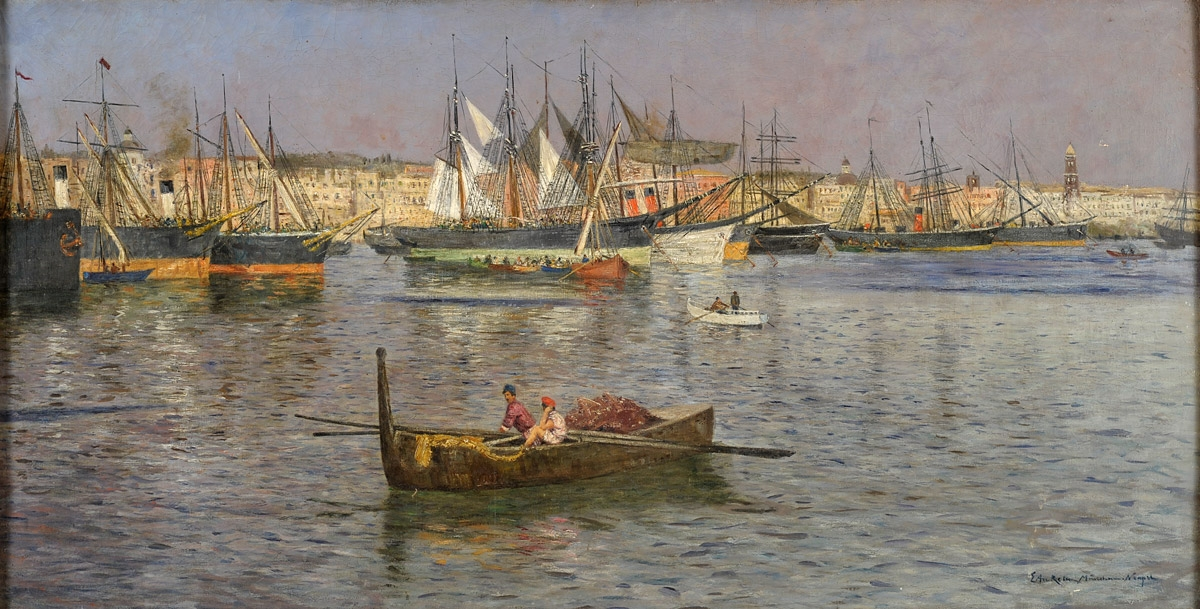
Hafenansicht von Neapel

Philip Eugen Ankelen (* 1858 in Laupheim; † 1942 in Tegernsee) war ein deutscher Landschafts- und Vedutenmaler sowie Schriftsteller.

## Leben
Ankelen studierte an der Akademie der bildenden Künste in Stuttgart und seit dem 3. Mai 1878 an der Königlichen Akademie der Künste in München bei Otto Seitz.
Nach dem Studium unternahm er Studienreisen durch Europa, ließ sich danach in München nieder.
Ankelen war Mitglied der Allgemeinen Deutschen Kunstgenossenschaft. Neben der Malerei war er auch als Schriftsteller tätig.